# Endtroducing.....
Endtroducing..... – pierwszy studyjny album DJ-a Shadowa, wydany w roku 1996. Album został w całości zbudowany z sampli z takich gatunków muzyki jak jazz, funk, muzyka psychodeliczna, a także fragmentów programów telewizyjnych i wywiadów. Endtroducing..... znalazł się nawet w Księdze Rekordów Guinnessa jako pierwszy album składający się wyłącznie z sampli.

## Lista utworów
1. "Best Foot Forward" – 0:48
2. "Building Steam With a Grain of Salt" – 6:41
3. "The Number Song" – 4:38
4. "Changeling-Transmission 1" – 7:51
5. "What Does Your Soul Look Like (Part 4)" – 5:08
6. " " – 0:24
7. "Stem/Long Stem" – 9:22
8. "Mutual Slump" – 4:03
9. "Organ Donor" – 1:57
10. "Why Hip Hop Sucks in '96" – 0:41
11. "Midnight In a Perfect World" – 5:02
12. "Napalm Brain/Scatter Brain" – 9:23
13. "What Does Your Soul Look Like (Part 1 – Blue Sky Revisit)" – 7:28

## Wydania
W 2005 roku DJ Shadow wydał "Deluxe Edition" – rozszerzona wersja albumu Endtroducing...... Dysk pierwszy zawiera wszystkie utwory znane z pierwszego wydania, na dysku drugim znajdują się utwory demo, przeróbki utworów z pierwszej płyty oraz fragmenty koncertu zagranego 30 października 1997.

## Wyroznienia
- 2021 – 2. miejsce na liście The 20 Best Trip-Hop Albums of All Time magazynu Slant Magazine[15]